# Escrita Laṇḍā
As escritas Laṇḍā (Gurmukhi: ਲੰਡਾ), cujo significado é “alfabeto sem uma cauda”, têm sua denominação originária de uma palavra da língua punjabe usada para se referir a escritas do norte da Índia que não têm símbolos para vogais. Essa referência não deve ser confundida com as línguas Lahnda do Panjabe ocidental.
São pelo menos dez as antigas escritas incluídas na classificação Laṇḍā, as quais já foram usadas em textos mercantis da região Panjabe, não sendo normalmente usadas na literatura. Essa escrita evoluiu  da  escrita Sharada por volta do século X. Foram muito usadas em partes do norte da Índia tais como Sind, Caxemira, Panjabe, partes do Baluquistão e Khyber Pakhtunkhwa  para escrever as línguas Hindi, Punjabe, Saraike, Balúchi, Caxemira, Pachto.

## Situação atual
Mais tarde, essa escrita evoluiu para a escrita gurmukhi. Já ao final do século XIX, a língua sindi passou a usar as escritas Devanagari e da língua persa. De modo similar, povos do norte da Índia passaram a usar o Devenagari para escrever o Hindi.
Hoje, essa escrita tem seu uso limitado principalmente a pequenos negócios familiares no Panjabe indiano e áreas circunvizinhas. Seu uso visa esconder dos clientes o que está escrito, pois poucos a conhecem. Aqueles que conhecem a língua relutam em compartilhar tal conhecimento com outros, com pessoas que não sejam de sua extrema confiança ou círculo íntimo. Essa escrita vem tendo seu uso cada vez mais raro, pois essa necessidade de segredo nos negócios vem sendo cada vez mais perdendo a importância.